# Самарица
Самарица је насељено место у саставу општине Иванска у Бјеловарско-билогорској жупанији, Република Хрватска.

## Историја
До територијалне реорганизације у Хрватској налазила се у саставу старе општине Чазма.

## Становништво
На попису становништва 2011. године, Самарица је имала 195 становника.

## Попис1991.
На попису становништва 1991. године, насељено место Самарица је имало 299 становника, следећег националног састава:
| Попис 1991.‍  | Попис 1991.‍  | Попис 1991.‍ | Попис 1991.‍ | Попис 1991.‍ |
| ------------ | ------------ | ----------- | ----------- | ----------- |
|              |              |             |             |             |
| Хрвати       | Хрвати       |             | 293         | 97,99%      |
| Срби         | Срби         |             | 3           | 1,00%       |
| Немци        | Немци        |             | 1           | 0,33%       |
| неопредељени | неопредељени |             | 2           | 0,66%       |
| укупно: 299  |              |             |             |             |